# بنارآب‌شیرین
بنارآب‌شیرین، روستایی است از توابع بخش مرکزی در شهرستان دشتستان استان بوشهر ایران.
روستای بنار آب شیرین (bonaar aab shirin) در بخش مرکزی شهرستان دشتستان در استان بوشهر واقع شده‌است. این روستا در ۱۷ کیلومتری غرب برازجان و از شمال با بنار سلیمانی(۱ کیلومتری)، از شرق با زیارت (۳/۵ کیلومتری) و از غرب با صفی‌آباد (۲ کیلومتری) همسایه است. جنوب این روستا، باغستان‌های انبوه نخل است که از دههٔ ۶۰ به این سو کاشته شده‌است. این نخل‌ها از طریق پمپاژ آب رودخانه در روستای کلل، به وسیلهٔ کانال و به شیوهٔ غرقابی آب یاری می‌شوند. آب این کانال‌ها، پس از گذشتن از زمین‌های کلل و زیارت، به بنارآب شیرین می‌رسد. در بنار قریب صد هزار اصله نخل کاشته شده‌است. رودخانهٔ حله که ترکیبی از رود دالکی و شاپور است، از شمال بنار می‌گذرد و با پیچ ملایمی به جنوب، مرز شمال تا شمال غربی بنار را مشخص می‌کند آن گاه به غرب می‌چرخد تا از شمال صفی‌آباد بگذرد «رودخانهٔ دالکی از مهم‌ترین رودخانه‌های دائمی جنوب است که از محلی به نام «دارینی» واقع در استان فارس (منطقه کازرون) سر چشمه گرفته و پس از طی مسیری طولانی و کوهستانی در غرب شهر دالکی با جهت شمال جنوبی جریان یافته و در منطقهٔ درودگاه با رودخانهٔ شاپور تلاقی کرده و در منطقهٔ حله به خلیج فارس وارد می‌شود. جغرافی نویسان قدیم از این رود به نام «اَخشین» یاد کرده‌اند.» * سرتا سر زمین‌های شمال، شمال شرقی و شمال غربی بنار، حوضهٔ رودِ حله است که به این جلگهٔ حاصل خیز، «چم cham» می‌گویند. چم، مرغوب‌ترین زمین زراعی است که علاوه بر غلات، در سال‌های پرباران که آب رودخانه طغیان می‌کند، محل کاشت هندوانهٔ دیم است. در گذشتهٔ دور که خوانین حاکم بلامنازع منطقه بودند، اول آن‌ها و پس از آنان، کدخدایان، صاحبان بیشترین قسمت از زمین چم بودند. چم «خان» که هنوز با همین نام معروف است، گواه این ادعاست.
مردم روستاهایی که در حاشیهٔ رودخانه زندگی می‌کنند، مرز بودن رود را پذیرفته‌اند. بارها و بارها پیش آمده و پیش می‌آید که رودخانه بر اثر طغیان، از بستر خود خارج و در حوضهٔ خود (چم) جاری می‌شود و بر اثر شستن خاک‌های آبرفتی و سست زمین‌های چم، جایی دیگر برای جاری شدن پیدا کرده و تغییر بستر می‌دهد. در چنین شرایطی، باز هم رودخانه، مرز محسوب می‌شود و به قول قدیمی‌ها، رود پادشاست. به همین خاطر ممکن است در یک سال، بر اثر همین تغییرات، تمام یا بخشی از زمین‌های چم روستای آن سوی آب، به زمین‌های روستای این سوی آب وصل شود یا بلعکس باشد؛ بنابراین، مساحت زمین‌های حاشیهٔ رودخانه، متغیر است. گاه ممکن است برای کسی چند متر زمین باقی نماند یا ممکن است هکتارها زمین به ملک او افزوده گردد. اگر در ذهن خود مثلثی رسم کنیم که سه ضلع آن بنار سلیمانی، بنار آب شیرین و باغ کل غلوم باشد، می‌توان گفت طی نیم قرن اخیر، در زمین‌های بنار، بیشترین تغییرات در این ناحیه صورت گرفته‌است. تعدادی از مردم بنار، زمینشان به رودخانه متصل است که این اتصال بیشتر از ناحیهٔ عرض زمین‌ها است. در سال‌هایی که زمین‌ها تغییر می‌کند، آن افراد مجدداً برای تعیین مرز ملک‌های خود، سامان می‌زنند. آنان با بیل در یک نقطه، چند بار خاک را برداشته و روی هم انباشته می‌کنند و تلی کوچک می‌سازند و این تل‌ها را در فاصله‌های دلخواه و تقریبی ۲۰، ۳۰ یا ۵۰ متری درست روی مرز دو زمین تکرار می‌کنند تا هنگام کشاورزی دچار مشکل نشوند. به هرکدام از این پشته‌های کوچک «تنبور» می‌گویند. براساس موقعیت طبیعی زمینی که به رود وصل می‌شود یا بر اساس موقعیت زمین کف و حاشیهٔ رودخانه، با نام‌های خاصی روبه رو می‌شویم. به‌طور کلی بستر رود به علت جاری بودن دایمی آب در آن، همیشه گودترین قسمت حوضهٔ است اما همیشه زمین‌های اطراف رودخانه، پست نیستند. گاهی زمین همسایهٔ رود، ارتفاع دارد و قریب ۱۰ متر از سطح آب بالاتر است. به لبهٔ زمینی که با رودخانه، همسایه است اما از سطح آب بلند تراست، کمر می‌گویند. کمر هم می‌تواند در بخش چم واقع شده باشد هم در بخش خارج از حوضهٔ رودخانه. اگر کسی مجبور باشد از ناحیهٔ مرتفع کمر به آب دست رسی داشته باشد، ناچار است به اندازهٔ نیاز خود، کمر را بتراشد و راهی هموار کند تا بتواند به آب برسد. به قسمتی که هموار می‌شود و راه عبور افراد یا جانوران به رود است «گدار» می‌گویند. قبلاً گدارها یی که در زمین سخت ساخته می‌شد را به صورت پلکانی می‌ساختند و ممکن بود کسی قریب ۲۰ پله را طی کند تا از سطح زمین به لب آب برسد اما گدارهایی که محل عبور گاری یا ماشین است را باید طوری هموار کرد که عبور و مرور در آن آسان باشد. بیشتر گدارها در محلی درست می‌شد که بتوان از همان‌جا، عرض رود را طی کرد و به ساحل دیگر رسید به همین دلیل معمولاً گدارها در محل‌هایی درست می‌شدند که کسان بیشتری از آن محل عبور کنند اگر چه ممکن است یک نفر برای استفادهٔ شخصی خودش گداری بسازد تا بتواند راحت‌تر به آب رود دست رسی داشته باشد. معروف‌ترین گدار در بنار، گدار خَشَم نام دارد. علت معروف بودنش نیز این است که نزدیک‌ترین نقطه رود به روستا بوده و روزانه بدون استثنا، همه از آن استفاده می‌کردند وانگهی راه عبور و ارتباطی بین بنار آب شیرین و بنار سلیمانی بوده‌است. این قسمت در زمین محمد جعفر غلامی واقع شده و هنوز هم به همین نام معروف است.

## جمعیت
این روستا در دهستان زیارت قرار داشته و بر اساس سرشماری سال ۱۳۸۵ جمعیت آن ۴۸۹نفر (۱۱۱خانوار) می‌باشد.